# Pseudisobrachium oligocenicum
Espèce
Pseudisobrachium oligocenicum est une espèce fossile d'insectes hyménoptères de la famille des Bethylidae, de la sous-famille des Pristocerinae et du genre Pseudisobrachium.

## Classification
L'espèce Pseudisobrachium oligocenicum a été décrite en 1937 par Nicolas Théobald. Cet holotype F143 de l'ère Cénozoïque, et de l'époque Oligocène (33,9 à 23,03 Ma) fait partie de la collection Paul Fliche, enseignant la botanique à l'École nationale des eaux et forêts de Nancy et vient du gisement éocène de Céreste, dans les Alpes-de-Haute-Provence, dans la réserve naturelle géologique du Luberon, gérée par le parc naturel régional du Luberon. Les échantillons se trouvent dans les calcaires en plaquettes "supérieurs" du bassin d'Apt-Forcalquier.

### Nomen dubium: 2022
En 2022, Paleobiology Database déclare cette espèce nomen dubium de l'ordre Hymenoptera,, mais Fossilworks la considère toujours comme valide ainsi que Celso Oliveira Azevedo (d) et al. en 2018,.

### Citations et opinions
Martin Sorg (d) en 1988 et Celso Oliveira Azevedo & Dany Azar (d) en 2012 avaient déjà bien accordé « Pseudisobrachium oligocenicum belongs to Pseudisobrachium »,.

## Description

### Caractères
La diagnose de Nicolas Théobald en 1937, : 

« Insecte brun noir avec tête plus foncée, ailes manquent. Tête un peu plus longue que large, légèrement convexe sur le dessus ; yeux grands, arrondis, placés dans la moitié postérieure de la tête ; face droite ; antennes subfusiformes non coudées, articles du flagellum cylindriques et serrés les uns contre les autres, treize articles visibles, le dernier légèrement allongé. Col bien apparent; thorax peu convexe, ovale ; mésonotum avec deux sillons longitudinaux convergeant faiblement vers l'arrière ; scutellum subtrianguilaire, distinct du mésonotum. Abdomen de forme arrondie, déprimé, faiblement convexe, six articles ; tarière non visible. Ailes manquent. Pattes courtes, fémurs épaissis. ».

### Dimensions
La longueur totale est de 1,7 mm.

### Affinités
« Les caractères de cet échantillon le rapprochent des g. Pseudisobrachium et Anisobrachium. Dans le g. Pseudisobrachium le scutellum est nul. Les femelles de Pseudisobrachium sont aptères, ont un abdomen allongé et terminé en pointe ; les mâles sont ailés. Cet Insecte n'est donc pas tout à fait identique au g. Pseudisobrachium, il appartient peut-être à un genre nouveau voisin de ce dernier. ».

## Biologie
« Ces Hyménoptères vivent en ectoparasites sur les larves de Coléoptères et les chenilles de Lépidoptères. ».

### Publication originale
- [Nicolas Théobald 1937] Nicolas Théobald, « Les insectes fossiles des terrains oligocènes de France 473 p., 17 fig., 7 cartes,13 tables, 29 planches hors texte », Bulletin Mensuel de la Société des Sciences de Nancy et Mémoires de la Société des sciences de Nancy, Imprimerie G. Thomas,‎ 1937, p. 1-473 (ISSN 1155-1119 et 2263-6439, OCLC 786027547). .